# Novalis
Pour les articles homonymes, voir Novalis (homonymie).
Œuvres principales
- Les Disciples à Saïs
- Henri d'Ofterdingen
- Hymnes à la Nuit

Compléments
Novalis, de son vrai nom Georg Philipp Friedrich Leopold von Hardenberg, né le 2 mai 1772 au château d'Oberwiederstedt (Arnstein), près de Mansfeld alors situé dans l'Électorat de Saxe et mort le 25 mars 1801 à Weißenfels (ou Weissenfels, actuelle Allemagne), est un poète, romancier, philosophe, juriste, géologue, minéralogiste et ingénieur des Mines allemand. Il est l'un des représentants les plus éminents du premier romantisme allemand (cercle d'Iéna).

## Biographie

### Les études et le choix d'un métier
Friedrich von Hardenberg (1772-1801) est issu de la vieille noblesse d'Allemagne du Nord. Il est le cadet et premier garçon d'une famille de onze enfants, né d'Heinrich Ulrich Erasmus, Freiherr (baron) von Hardenberg (1738-1814) et d'Auguste Bernhardine, Freifrau (« baronne ») von Hardenberg, née von Bölzig (1749-1818).
Novalis est un pseudonyme que se choisit le jeune homme en 1798 pour sa première publication importante, Blüthenstaub (Grains de pollen), ensemble de fragments poétiques et philosophiques parus dans la revue des frères August Wilhelm et Friedrich Schlegel, l'Athenaeum. Ce pseudonyme se réfère au nom d'un domaine familial ancestral (de novale), mais désigne également en latin une terre en friche. Novalis est né sur le domaine de son père à Oberwiederstedt en Saxe-Anhalt, alors Saxe prussienne. Ses parents étaient affiliés à l'Église des Frères moraves (Herrnhuter) du comte Zinzendorf ; son éducation religieuse stricte laisse de nombreuses traces dans ses travaux littéraires.
Après le Gymnasium (équivalent du lycée) d'Eisleben et l'adolescence, durant laquelle il écrit déjà des dizaines de poèmes, de courts essais, des traductions d'auteurs classiques, des débuts de pièces de théâtre ainsi que plusieurs contes (tous ces travaux constituant les Jugendarbeiten aujourd'hui rassemblés dans les Schriften), il s'inscrit en 1790 à l'université d'Iéna, en tant qu'étudiant en philosophie, où il se lie d'amitié avec Friedrich von Schiller, alors professeur d'histoire, qui exerce sur son œuvre une influence considérable. Il y suit également les cours de Karl Leonhard Reinhold, célèbre pour sa relecture de Kant, basée sur la recherche d'un principe unique qui permettrait de systématiser l'édifice du criticisme. Il étudie ensuite le droit à Leipzig, où il devient l'ami de Friedrich Schlegel en 1792, ainsi que les mathématiques avec le physicien et mathématicien Carl Hindenburg, fondateur de l'école combinatoire allemande en mathématique, dont l'enseignement exercera lui aussi une influence durable et décisive sur le jeune poète. Il étudie enfin à Wittenberg où, en 1794, il obtint, à 22 ans, l'équivalent de sa licence en droit. Novalis rencontre en 1795 le philosophe Fichte chez Niethammer, à Iéna, en compagnie de Friedrich Hölderlin, autre grande figure de poète-philosophe de l'époque. Surnommé le « Titan d'Iéna », premier grand nom de l'idéalisme allemand, Fichte a exercé une puissante fascination sur le premier romantisme allemand et sur Novalis en particulier. Ce dernier étudie intensément la première Doctrine de la Science (Wissenschaftslehre) de Fichte durant l'année 1795-96, qu'il commente, critique et subvertit dans une série de cahiers non publiés de son vivant et intitulés Études fichtéennes par les éditeurs critiques de son œuvre.
Le cousin du père de Novalis, futur chancelier du Royaume de Prusse sous Frédéric-Guillaume III, Karl August von Hardenberg (1750-1822), offre à Novalis un poste dans l'administration à Berlin, mais le père de Novalis, craignant l'influence des hommes d'État dépravés, l'envoie au mois d’octobre 1794 apprendre l'aspect pratique de sa profession d'administrateur des salines sous la tutelle du Kreisamtmann (administrateur du district) Coelestin Just à Tennstedt, près de Langensalza, conformément à sa devise : « Tout commencement est un acte libérateur. » Il y travaille comme actuaire et y reçoit son premier salaire. Just ne fut pas seulement son employeur, mais devint bientôt son ami, et sera finalement l'un de ses biographes : il décrira plus tard le génie de celui qui n'était alors que son jeune assistant ; sa capacité à s'immerger dans des matières complexes, son goût du détail combiné à un pouvoir de brasser large. Paradoxalement, Novalis révèlera n'avoir aucune aptitude particulière au métier de juriste, qui l'ennuie plutôt.

### La rencontre de Sophie

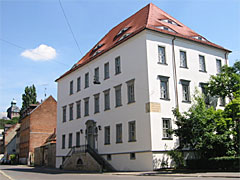
La maison de Novalis à Weißenfels

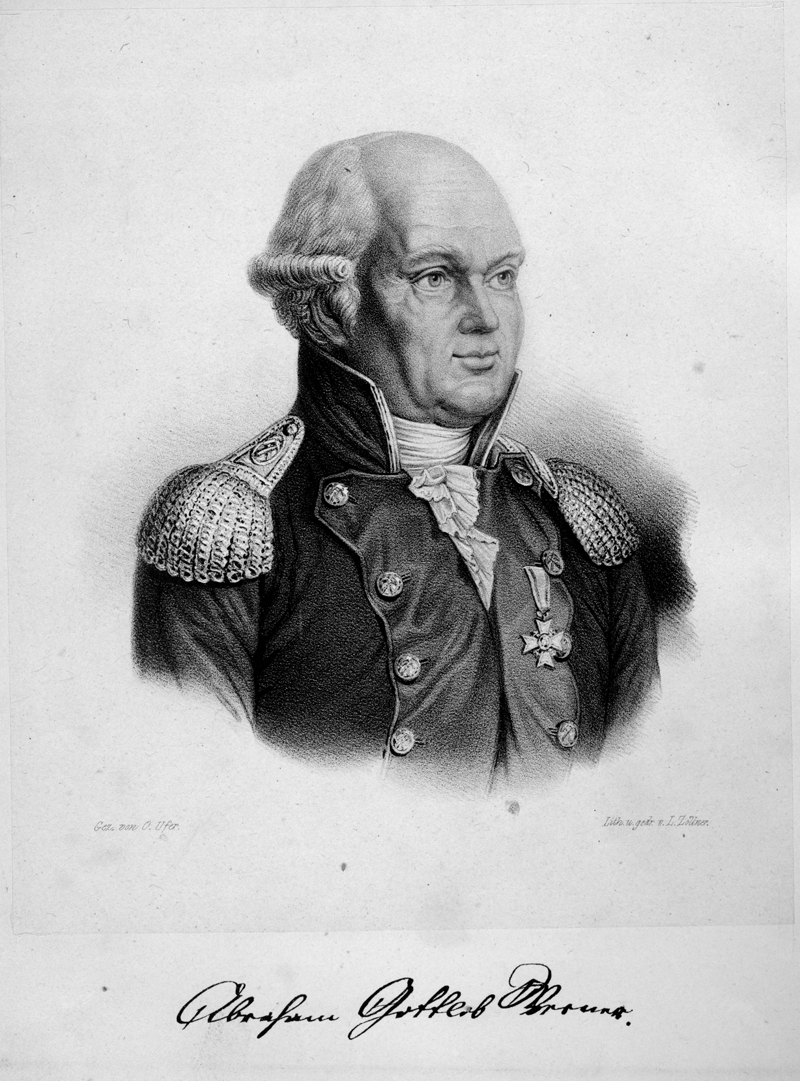
Abraham Gottlob Werner

Près de Tennstedt, à Grüningen, Novalis rencontre par hasard la très jeune Sophie von Kühn (alors âgée de 13 ans), avec laquelle il se fiance secrètement en 1795. La mort prématurée de Sophie par tuberculose, survenue en 1797, atteint considérablement Novalis, qui vit cette disparition comme une authentique expérience mystique, philosophique et poétique. Dans l'émouvant Journal intime qu'il tient après la mort de Sophie, Novalis rapporte à la date du 13 mai 1797 l'expérience bouleversante, mélange d'angoisse et d'extase, de la « vision » de Sophie au crépuscule, auprès de sa tombe à Grüningen. Cette expérience est à l'origine de l'un des plus grands textes lyriques du premier romantisme allemand, les Hymnen an die Nacht (Hymnes à la Nuit, première publication en 1800 dans l'Atheneaum), influencés aussi par ses lectures de Shakespeare, de Schiller ou d'Edward Young, qui mêlent de façon tout à fait originale les genres à l'intérieur des poèmes.
Quelques mois après la disparition de Sophie, il reprend des études et entre à l’École des mines de Freiberg, la première « École polytechnique » d'Europe (cofondée au début du XVIIIe siècle par Friedrich von Heynitz, le grand-oncle de Novalis), dont le rayonnement était alors très grand, afin de suivre une formation approfondie d'ingénieur à la demande de son père. C'est là qu'il apprend le calcul différentiel avec le mathématicien français d'Aubuisson de Voisins, la chimie et surtout la géologie et la minéralogie (entre autres), sous la direction d'Abraham Gottlob Werner (1750-1817), l'une des plus importantes figures des sciences naturelles à l'époque, fondateur du neptunisme. Novalis immortalisera Werner sous les traits du « Maître » (Lehrer) dans le roman inachevé Die Lehrlinge zu Sais (Les Disciples à Saïs), qu'il commence à écrire à Freiberg. Fulgurant comme à son habitude, intégrant quantité de matières tout en satisfaisant son goût prononcé du détail, Novalis y achève sa formation avec deux ans d'avance sur ses camarades. Il se fiance à nouveau, en 1798, avec Julie von Charpentier, la fille de l'un de ses professeurs de mathématiques et de physique à l’École des mines. Il poursuit ses recherches sur la nature et effectue des missions scientifiques (notamment un rapport sur l'état des gisements de houille, pour le compte de la Saxe).

### Les trois dernières années
Les trois dernières années de sa brève existence sont extrêmement fructueuses, à la fois en termes de création littéraire, de réflexion de nature scientifique et de spéculation philosophique et religieuse, qu'en termes de rencontres et d'expériences. Il se lance dans le projet gigantesque de réalisation d'une encyclopédie délibérément fragmentaire, où se théorisent et s'interpellent toutes les sciences et tous les arts : le Brouillon général (Das Allgemeine Brouillon). Il écrit quantité de fragments, non seulement pour l'encyclopédie mais également pour d'autres recueils et d'autres contextes. À l'automne 1799, il lit à Iéna devant un cercle admiratif de jeunes poètes romantiques ses Chants religieux (Geistliche Lieder) ; certains, comme Wenn alle untreu werden, Wenn ich ihn nur hab ou encore Unter tausend frohen Stunden sont restés très populaires dans l'Église luthérienne et continuent à être utilisés en tant que chants religieux. En 1800, après avoir soumis divers Probeschriften (mémoires scientifiques), il est nommé Amtshauptmann (responsable local) des salines à Artern. Il se lance dans sa grande-œuvre, la rédaction de Heinrich von Ofterdingen, un roman d'une puissante complexité (sous des dehors en apparence accessibles), dont les multiples portes d'entrée, le travail sur le style et l'écriture réflexive, en font l'un des premiers romans « modernes ». Il condense toutes les exigences romantiques (réflexivité, ironie, référence au roman de formation goethéen, transgénéricité, etc.) et demeure inachevé, par la mort de Novalis mais aussi peut-être en raison de la nature même de l’œuvre romantique. À la même époque, il lit Plotin, Jakob Böhme, Leibniz, Paracelse, Goethe, ses compagnons Tieck et les frères Friedrich et August Wilhelm Schlegel, et mêle ces influences à ses travaux, ainsi que celles de quantité d'autres auteurs, de Platon à John Brown. Marqué par le mesmérisme et le galvanisme, il participe activement aux recherches dites de Naturphilosophie, initiée en Allemagne par des scientifiques tels que Abraham Gottlob Werner et poursuivies par Schelling ou Ritter, dont il est proche.
De santé fragile depuis sa naissance, Novalis côtoie la maladie, la sienne ou celle de ses proches, depuis toujours. Il allait se marier avec Julie von Charpentier (1776-1811) lorsque sa phtisie s'intensifie. Malgré une cure à Teplitz, il meurt l'année suivante à Weissenfels d'un épanchement de sang consécutif à sa phtisie. Il a 28 ans et laisse derrière lui une œuvre extraordinaire par sa créativité, son élévation spirituelle et la beauté de son expression. L’œuvre, polyphonique, marque par sa profondeur, tant au regard de la théorie de la littérature qu'à celui de l'histoire des sciences ou au niveau de l'élaboration d'une philosophie transcendantale renouvelée après Kant, puisque Novalis marque de son empreinte chacun de ces domaines. Son ami Friedrich Schlegel et son frère Karl assisteront à ses dernières heures.
Dès 1802, ses premières œuvres sont publiées en deux volumes par deux de ses fidèles amis, Ludwig Tieck et Friedrich Schlegel. L'édition allemande historique et critique de référence des Novalis Schriften est établie de façon progressive, mais la version finale remonte aux années 1960 grâce aux travaux érudits de Paul Kluckhohn et Richard Samuel.

## Œuvre

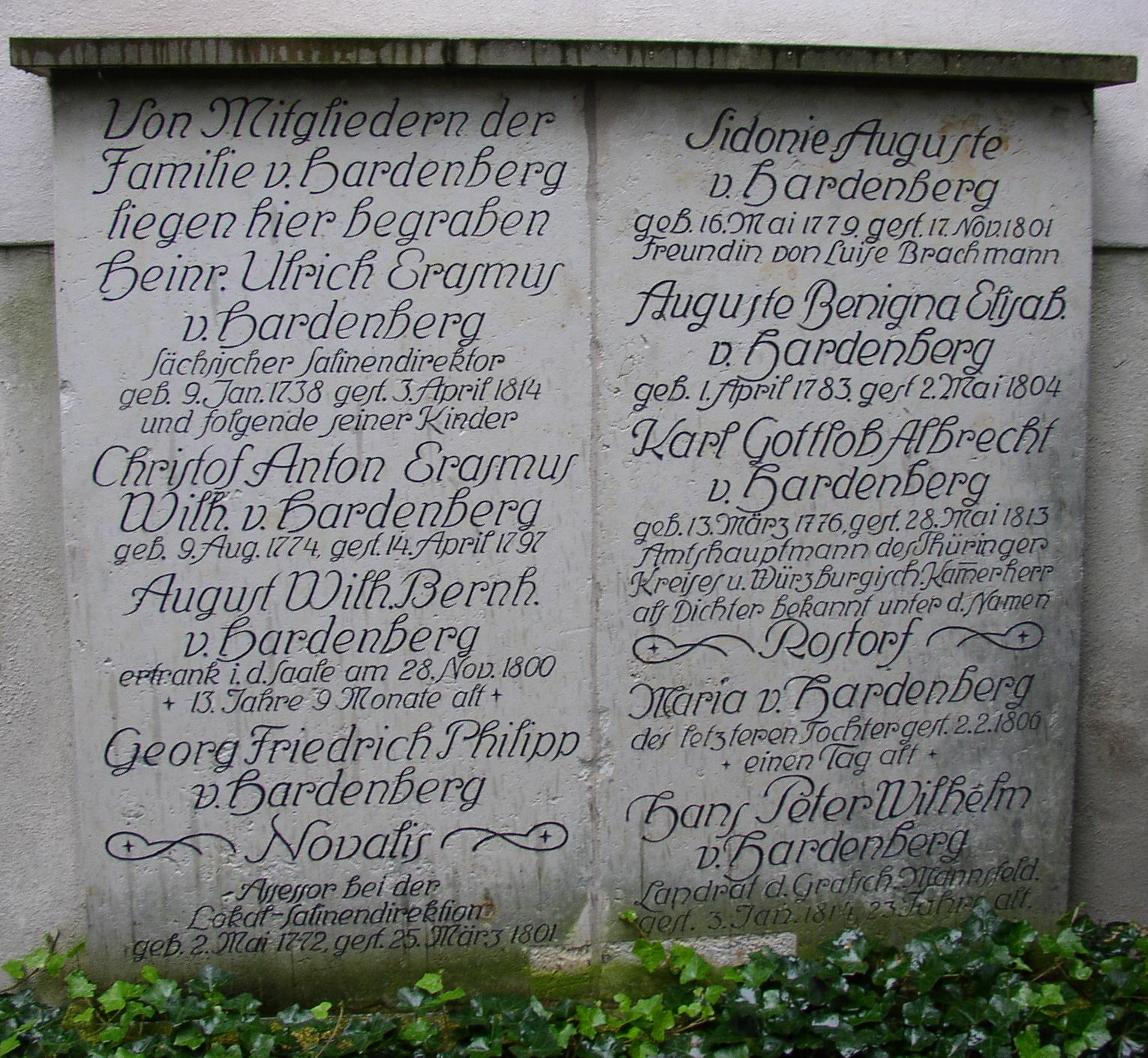
Épitaphe.

L'œuvre de Novalis est aussi bien littéraire, poétique, que philosophique et scientifique. Ayant peu publié de son vivant, il est néanmoins l'auteur de milliers de notes théoriques, alliant science naturelle, poésie, religion, économie, politique et philosophie. L'essentiel de ces notes, prises entre 1798 et 1799, font partie d'un ensemble intitulé Das allgemeine Brouillon (Le Brouillon général). Dans l'écriture poétique et romanesque comme ailleurs, Novalis s'est efforcé de réaliser son rêve d'un « système de l'absence de système » (la formule apparaît dès 1796), où le chaos et l'organisation doivent dialoguer subtilement. Marqué aussi bien par la philosophie fichtéenne que par le néoplatonisme ou encore la combinatoire leibnizienne, Novalis voit dans le travail de l'imagination créatrice le cœur battant de la métaphysique comme de la poétique. Penseur du rêve, de la vie et de la mort, de la maladie, de l'affect, de la représentation, et du sensible en général, Novalis articule toutes ces dimensions à travers différentes écritures : narrative, lyrique, versifiée, fragmentaire, etc. Son chef-d'œuvre, à cet égard, est sans conteste son grand roman inachevé, Henri d'Ofterdingen, situé dans un univers médiéval mythique, inspiré notamment des lectures d'Artern, chez le major von Funck, grand spécialiste de l'empereur Frédéric II. Ce roman ne sera publié qu'après sa mort par son ami Ludwig Tieck avec une notice sur les idées, très précises, de Novalis pour la suite du roman. C'est dans ce dernier ouvrage qu'apparaît le symbole devenu célèbre de la Fleur bleue (Die blaue Blume), bien différent de ce qu'il est devenu dans le langage courant. Il s'inscrit à l'interface d'une réflexion en réalité très complexe sur le désir et la symbolique, marquée par la Naturphilosophie, Schiller, Fichte, Paracelse, Jakob Böhme, etc. Tout le roman médite subtilement le rapport du rêve à la réalité, de la vie à la mort et l'indécision du destin (ou, selon les interprétations, de sa prédétermination). Le thème de l'âge d'or, sur lequel ont écrit tous les romantiques, ressort aussi avec force dans ce roman.

## Au sein du romantisme
L'œuvre de Novalis a fait l'objet d'études variées, essentiellement en allemand, mais aussi en français, en anglais ou encore en italien. Les centres de Weissenfels et Oberwiederstedt (Internationale Novalisgesellschaft) s'attachent à recenser, conserver et favoriser les travaux universitaires et les publications scientifiques, ainsi que les traductions en diverses langues.
Il existe plusieurs traductions françaises de ses écrits littéraires mais aussi philosophiques : Maurice Maeterlinck, Armel Guerne, Maurice de Gandillac, Gustave Roud, Olivier Schefer, Augustin Dumont, entre autres.
Pour autant, il a fallu beaucoup de temps pour que l'on fasse droit à la complexité de la pensée novalissienne en France. Ainsi, Novalis a d'abord été perçu comme un poète essentiellement aérien, céleste, tourné vers un au-delà inaccessible et invisible, et dont toute l’œuvre tournerait autour de la mort de sa fiancée. On oblitère alors l'essentiel de son rapport à la terre, à la nature et au sensible, et l'on passe à côté de ses œuvres théoriques et philosophiques en même temps que l'on caricature sa poésie. Dès avant la mort de Sophie et après celle-ci, les écrits de Novalis montrent pourtant un visage beaucoup plus subtil : moins axés sur la complainte que sur la volonté d'une transformation pratique du monde (« le monde doit être romantisé », écrit-il en 1798), ces textes fulgurants s'intéressent d'abord à la créativité et au caractère fondamentalement problématique de l'existence (le monde, le rapport à autrui, la mort, etc.) comme de l'écriture. De même, Novalis a été longtemps vu comme le chantre d'une poésie candide, qui convenait à l'idée que l'on pouvait se faire au XXe siècle, en France, d'un romantisme pourtant inventé ailleurs, dans un contexte très précis. En l'occurrence, celui du premier romantisme allemand, ou romantisme d'Iéna, mouvement dont l'importance pour la critique, la philologie, la philosophie et la littérature modernes est, par son caractère révolutionnaire, cruciale. De tels clichés ont été soutenus par des traductions de niveau très variable. Ces clichés sont démontés par la recherche la plus récente, pour laquelle ils apparaissent même parfois comme des contre-sens purs et simples. Quant à l'importance de Novalis pour la Naturphilosophie et la philosophie spéculative, elle n'est apparue somme toute qu'assez récemment, en France, où le poète a éclipsé le scientifique, le philosophe et l'encyclopédiste. La réception allemande de Novalis a naturellement connu beaucoup moins d'errements. Néanmoins, Novalis est d'abord et avant tout un poète, pour qui, comme il l'écrit lui-même dans ses Fragments, « la poésie est le réel absolu. Ceci est le noyau de ma philosophie. Plus une chose est poétique, plus elle est réelle. »

## Réception
La réception de Novalis en langue française est, de manière générale, une histoire complexe : la fascination qu'a rapidement exercée le poète-philosophe allemand en France (son Journal intime était déjà traduit en 1927, par Germaine Claretie, chez Stock), aussi bien chez les écrivains que les théoriciens, a orienté des traductions mais aussi des interprétations très différentes les unes des autres : si certains fragments et la plupart des poèmes ont été disponibles très vite en français (dès le début du XXe siècle), ils ont souvent été traduits dans un style « romantique français » quelque peu larmoyant. De plus, les fragments du Brouillon général ont d'abord été édités d'une manière tout à fait libre et non respectueuse de l'état dans lequel le texte existait (par Ewald Wasmuth) et traduits de manière discutable (par Maurice de Gandillac). Dans ce contexte éditorial pourtant très particulier, l’œuvre de Novalis a néanmoins fait l'objet d'études ou de réappropriations variées et souvent intéressantes, par le symbolisme (Maurice Maeterlinck est le premier traducteur des Disciples à Saïs au XIXe siècle), le structuralisme, la psychanalyse, la déconstruction, ou encore par un Gaston Bachelard, philosophe français très marqué par Novalis. S'il a inspiré des auteurs réputés « postmodernes » comme Maurice Blanchot, Jacques Derrida, Philippe Lacoue-Labarthe et Jean-Luc Nancy, après avoir d'ailleurs marqué Heidegger lui-même, il a aussi marqué l'herméneutique d'un Wilhelm Dilthey et le marxiste Georg Lukacs n'a pas caché sa fascination pour le poète. D'autres auteurs rappellent et soulignent sa proximité avec les débats philosophiques de l'époque, autour de Kant, Reinhold, Fichte ou Schiller (Manfred Frank est le premier à l'avoir fait en Allemagne), d'autres auteurs encore tirent Novalis du côté de l'anthroposophie, etc. Ces lectures de Novalis sont souvent très opposées les unes aux autres, même quand elles se fondent sur le texte allemand, ce qui n'a pas toujours été le cas en France. Quoi qu'il en soit, le travail considérable de traduction des fragments philosophiques (dont notamment le Brouillon général), initié plus tard par Olivier Schefer à partir des années 2000, ouvre une nouvelle perspective sur Novalis. La première traduction des Études fichtéennes (par Augustin Dumont), quant à elle, date de 2012. Antoine Berman, tout d'abord, Olivier Schefer et Augustin Dumont ensuite, reprochent à Armel Guerne de ne pas avoir justifié ses traductions « francisantes » et à la réception française en général d'avoir à divers degrés caricaturé l’œuvre et la pensée de Novalis, dont ils proposent de nouvelles interprétations.
L'œuvre de Novalis occupe une place centrale dans les travaux consacrés au romantisme allemand, mais aussi dans les œuvres de nombreux écrivains qui ont reconnu l'influence de Novalis : Roger Ayrault, Gaston Bachelard, Albert Béguin, Walter Benjamin, Geneviève Bianquis, Maurice Blanchot, Bebel, Brion, Marcel Camus, Bousquet, Wilhelm Dilthey, Ebler, Armel Guerne, Georges Gusdorf, Huch, Kluckhohn, Lichtenberger, Lion, Lukàcs, Maurice Maeterlinck. Gérard Valin a écrit une pièce de théâtre 'Novalis à Freiberg' relatant sa dernière soirée en présence de sa fiancée, Julie, chez les Charpentier à Freiberg (Noël 1799). D'ailleurs, plusieurs auteurs y compris Thomas Mann remarquent une ressemblance entre les hymnes de Novalis et Tristan und Isolde de Richard Wagner. Or, son influence sur le texte de Wagner n'est pas encore définitivement établie.
Un Hommage à Novalis du peintre Gérald Collot est conservé au Musée de la Cour d'Or de Metz.

## Œuvres

### Œuvres complètes
- Novalis Schriften : l'édition originale de référence, historique et critique, a paru en 6 volumes, édités par Richard Samuel et Paul Kluckhohn en collaboration avec Hans-Joachim Mähl et Gerhard Schulz, Stuttgart, Verlag W. Kohlhammer, 1960-2006.

### Traductions françaises
- Œuvres Complètes, trad. Armel Guerne, 2 volumes, Paris, Gallimard, 1975.
- À la fin tout devient poésie (trad. de l'allemand par Olivier Schefer), Paris, Allia, 2020, 272 p. (ISBN 979-10-304-2252-8)
- Hymnes à la nuit (version de l'Athenäum et version manuscrite), Chants spirituels, Les Disciples à Saïs, traduction et présentation par Augustin Dumont, Paris, Les Belles Lettres, coll. « Bibliothèque allemande », 2014.
- Hymnes à la nuit et Cantiques spirituels (Hymnen an die Nacht, Geistliche Lieder, 1800), traduction de l'allemand et présentation par Raymond Voyat, Paris, Éditions de la Différence, coll. « Orphée », 1990.
- Novalis. Les années d'apprentissage philosophique. Études fichtéennes (1795-96), traduction intégrale et introduction par Augustin Dumont, Villeneuve d’Ascq, Presses Universitaires du Septentrion, coll. « Opuscules Phi », 2012.
- Drei Nächte / Trois nuits, trad. Christian Désagulier, Berlin, Ed. Cyanpress 2010.
- Le Monde doit être romantisé (trad. de l'allemand par Olivier Schefer), Paris, Allia, 2021, 3e éd. (1re éd. 2000), 144 p. (ISBN 2-84485-084-7, lire en ligne)
- Art et Utopie. Les derniers fragments, 1799-1800, trad. Olivier Schefer, Paris, École Normale Supérieure, coll. « Aesthetica », 2005.
- Semences (trad. de l'allemand par Olivier Schefer), Paris, Allia, 2004, 352 p. (ISBN 2-84485-165-7, lire en ligne)
- Le Brouillon général, trad. de l'allemand, annoté et précédé de « Encyclopédie et combinatoire » par Olivier Schefer, Paris, Éditions Allia, 2000  (ISBN 9791030400274).
- Journal intime (précédé de Clarisse), trad. Armel Guerne, Paris, Éditions Mercure de France, 1997.
- Lettres de la vie et de la mort (1793-1800), trad. Catherine Perret, Paris, Éditions du Rocher, 1993.
- Les Disciples à Saïs (1797-1798) (trad. Maurice Maeterlinck), Heinrich von Ofterdingen, in Romantiques allemands, Paris, Gallimard, coll. « La Pléiade », t. I, 1648 p.
- Les Disciples à Saïs et les Fragments, trad. Maurice Maeterlinck, préface de Paul Gorceix, Bruxelles, Paul Lacomblez, éd. 3, 1895, en ligne sur Gallica ; Paris, José Corti, coll. « en lisant en écrivant », 1992 (dernière édition).
- Les Disciples à Saïs, Hymnes à la nuit, Chants religieux, trad. Armel Guerne, Paris, Éditions Gallimard, 1980.
- Les Fragments (collection bilingue), trad. Armel Guerne, Paris, Aubier Éditions Montaigne, 1973. Les Fragments (1795-oct. 1800) comprennent cinq groupes : Grains de pollen (1798), Foi et amour (1798), un 3e choix (1797-1798) avec Fragments logologiques et Poétismes, le Brouillon général (juin 1798-été 1799), un dernier groupe (été 1799-octobre 1800)[17].
- L'Encyclopédie. Notes et fragments, trad. Maurice de Gandillac, Paris, Minuit, 1966, 435 p. (1991, dernière édition). Le Brouillon général avec des fragments répartis par le traducteur en philosophie, science mathématique, sciences de la nature ou du vivant, sciences philologiques, histoire et science de l'État, anthropologie.
- Henri d'Ofterdingen, traduit et annoté par Georges Polti et Paul Morisse, préface par Henri Albert, collection d’auteurs étrangers, Paris, Mercure de France, 1908.
- Henri d'Ofterdingen / Heinrich von Ofterdingen (1802) (collection bilingue), trad. Marcel Camus, Paris, Aubier Éditions Montaigne, 1988.
- Hymnes à la nuit, traduits et présentés par Raoul de Varax, L'Atelier du Grand Tétras, 2014.
- Poésie, réel absolu, florilège de fragments traduits par Laurent Margantin, Poesis, 2015.
- Ainsi parlait Novalis, dits et maximes de vie choisis, traduits de l'allemand et présentés par Jean et Marie Moncelon, Paris-Orbey, Éditions Arfuyen, coll. « Ainsi parlait », 2016.

#### Études sur Novalis
(par ordre alphabétique)
- Gaston Bachelard,
  - « Psychanalyse et préhistoire : le complexe de Novalis », in La Psychanalyse du feu, Paris, Éditions Gallimard, Collection Folio/Essais, 1985 (1938).
  - « L'eau maternelle et l'eau féminine », in L'Eau et les Rêves, Paris, José Corti, 1942.
- Maurice Besset, Novalis et la pensée mystique, Paris, Aubier Éditions Montaigne, 1947.
- Frédéric Brun, Novalis et l'âme poétique du monde, Poesis, 2015.
- Laure Cahen-Maurel, L'art de romantiser le monde. La peinture de Caspar David Friedrich et la philosophie romantique de Novalis, Münster, LIT Verlag, 2017.
- Maurice Colleville, professeur à la Faculté des Lettres de Paris, Étude sur l'œuvre et la pensée de Novalis (Heinrich von Ofterdingen ), Les Cours de la Sorbonne, Center de Documentation Universitaire, 1956, en deux fascicules (1 et 2 sur Gallica).
- Augustin Dumont, L'opacité du sensible chez Fichte et Novalis. Théories et pratiques de l'imagination transcendantale à l'épreuve du langage, Grenoble, Jérôme Millon, coll. « Krisis », 2012.
- Augustin Dumont et Alexander Schnell (ed.), Einbildungskraft und Reflexion. Philosophische Untersuchungen zu Novalis/Imagination et réflexion. Recherches philosophiques sur Novalis, Münster, LIT-Verlag, 2015.
- Pierre Garnier, Novalis, collection Écrivains d'hier et d'aujourd'hui, Éditions Pierre Seghers, Paris, 1962.
- Armel Guerne,
  - « Novalis ou la vocation d'éternité », in L'Âme insurgée, écrits sur le Romantisme, Paris, Phébus, 1977 ; Paris, Le Seuil, coll. « Points essais », édition augmentée, préface de Stéphane Barsacq, 2011, p. 93-130.
  - « Novalis », in Le Verbe nu. Méditation pour la fin des temps, Paris, Le Seuil, édition établie et préfacée par Sylvia Massias, 2014, p. 91-98.
- Georg Lukács, « Novalis et la philosophie romantique de la vie » (1911), Romantisme, vol. 1, no 1, 1971, p. 13-24. Lire en ligne.
- Laurent Margantin,
  - Système minéralogique et cosmologie chez Novalis, ou les plis de la Terre, Paris, L'Harmattan, 1999.
  - Novalis ou l'écriture romantique, Paris, Éditions Belin, 2012.
- Novalis vu par ses contemporains (Karl von Hardenberg, Friedrich Schlegel, Ludwig Tieck, August Coelestin Just, Friedrich von Hardenberg), traduit par Vincent Choisnel, Montesson, Éditions Novalis, 1994.
- Fernand Ouellette, Depuis Novalis, Éditions du Noroît, 1999.
- Olivier Schefer,
  - Poésie de l'infini. Novalis et la question esthétique, Bruxelles, La Lettre volée, 2001.
  - Novalis (biographie), Éditions du Félin, 2011.
- Jean-Édouard Spenlé, Novalis. Essai sur l’idéalisme romantique en Allemagne, Hachette, 1904 ; en ligne sur wikisource.
- André Stanguennec, « Novalis-Mallarmé.Une confrontation », Paris,Honoré Champion, 2020.
- Gérard Valin, Novalis et Henri Bosco, deux poètes mystiques, thèse de doctorat de lettres, Paris-X, 1972.
- Gérard Valin,, Novalis et Henri Bosco, les affinités au-delà des siècles et des pays, Cahiers Henri Bosco, Nos 19 et 20, 1980
- Gérard Valin, Deux itinéraires spirituels, Novalis et Henri Bosco, Cahiers Henri Bosco, Nos 23 et 24, 1983, 1984
- Gérard Valin, Novalis à Freiberg, Edition Novalis, 2015,  (ISBN 9791094175071)

#### Études sur le romantisme allemand
(par ordre alphabétique)
- Roger Ayrault, La Genèse du romantisme allemand, Paris, Aubier, 4 volumes, 1961-1976.
- Albert Béguin, L'Âme romantique et le rêve, Paris, José Corti, 1939.
- Albert Béguin (ouvrage collectif publié sous la direction de), Le Romantisme allemand, Les Cahiers du Sud, 1949.
- Ernst Behler, Le Premier Romantisme allemand, trad. Elisabeth Décultot et Christian Helmreich, Paris, Puf, 1996.
- Walter Benjamin, Le Concept de critique esthétique dans le premier romantisme allemand, trad. Philippe-Lacoue Labarthe et Anne-Marie Lang, Paris, Flammarion, 1986.
- Antoine Berman, L'Épreuve de l'étranger. Culture et traduction dans l'Allemagne romantique : Herder, Goethe, Schlegel, Novalis, Humboldt, Schleiermacher, Hölderlin., Paris, Gallimard, Essais, 1984.  (ISBN 978-2-07-070076-9).
- Augustin Dumont et Laurent Van Eynde (sous la direction de), Modernité romantique. Enjeux d'une relecture, Paris, Kimé, 2011.
- Augustin Dumont, De l'Autre imprévu à l'Autre impossible. Essais sur le romantisme allemand, Münster, LIT-Verlag, 2016.
- Laurent Van Eynde, Introduction au romantisme d'Iéna : Friedrich Schlegel et l'Athenäum, Bruxelles, Ousia, 1997.
- Armel Guerne, L'Âme insurgée. Écrits sur le Romantisme, Paris, Phébus, 1977 ; réédition Paris, Éditions Points, 2011.
- Georges Gusdorf, Romantisme, Paris, Grande bibliothèque Payot, 2 tomes, 1983,1986,1990.
- Philippe Lacoue-Labarthe, Jean-Luc Nancy (avec la collaboration d'Anne-Marie Lang), L'Absolu littéraire. Théorie de la littérature du premier romantisme allemand, Paris, Le Seuil, 1978.
- Daniel Lancereau et André Stanguennec (dir.), « Arts et sciences du romantisme allemand », Rennes, Presses universitaires de Rennes, Actes du Colloque universitaires de Nantes, 2016, Collection Aesthetica, 2018.
- Charles Le Blanc, Laurent Margantin et Olivier Schefer, La Forme poétique du monde. Anthologie du romantisme allemand, traduite et commentée, Paris, José Corti, 2003.
- Michel Le Bris, Le Défi romantique, Paris, Flammarion, (réed.) 2002.
- Laurent Margantin, Novalis ou l'écriture romantique, Paris, Belin, 2012.
- Olivier Schefer,
  - Poésie de l'infini. Novalis et la question esthétique, Bruxelles, La Lettre volée, 2001.
  - Résonances du romantisme, Bruxelles, La Lettre volée, 2005.
- André Stanguennec, « La philosophie romantique allemande », Paris, Vrin, 2011.
- Daniel Wilhem, Les Romantiques allemands, Paris, Seuil, 1980.